# ジョン・リズリー＝プリチャード
ジョン・リズリー＝プリチャード（出生名:John Henry Augustin Prichard（ジョン・ヘンリー・オーガスティン・プリチャード、後にRiseley-Prichard（リズリー＝プリチャード）を名乗る、1924年1月17日 - 1993年7月8日）は、イギリスの保険ブローカー、レースドライバー。

## レース戦績

### ル・マン24時間レース
| 年     | チーム                  | コ・ドライバー     | 使用車両                | クラス | 周回 | 総合順位 | クラス順位 |
| ------ | ----------------------- | ------------------ | ----------------------- | ------ | ---- | -------- | ---------- |
| 1955年 | アストンマーティン Ltd. | トニー・ブルックス | アストンマーティン・DB3 | S 3.0  | 83   | DNF      | DNF        |

## 参考
- F1 Dataweb - J.リズリー＝プリチャード

| スタブアイコン | サブスタブ | この項目は、まだ閲覧者の調べものの参照としては役立たない、スポーツ関係者に関連した書きかけの項目です。この項目を加筆・訂正などしてくださる協力者を求めています（P:スポーツ/PJ:スポーツ人物伝）。 |